# Processo de negócio
Um processo de negócio, processo organizacional ou método de negócio é um conjunto de atividades ou tarefas estruturadas relacionadas que produzem um serviço ou produto específico (fornece uma meta particular) para seus clientes ou para um cliente particular.

## Introdução
Qualquer organização, pequena ou grande, constitui um sistema vivo no qual coexistem e interagem entidades (fornecedores, clientes, funcionários, produtos/serviços) e funções básicas (produção, marketing e vendas, contabilidade e finanças, recursos humanos). Cada uma destas funções/departamentos implicam múltiplos processos de negócio, que viabilizam determinado resultado. 
Entretanto, para que o sucesso da organização seja possível, deve haver uma boa gestão dos seus processos de negócio. É necessário ainda identificar e planejar concreta e adequadamente essas tarefas, determinar a sua prioridade e descrever os respectivos procedimentos a fim de evitar perda de tempo, repetição de tarefas, desmotivação e queda de produtividade.
Em virtude disso, os processos de negócio devem funcionar alinhadamente uns aos outros e em relação a toda a estrutura organizacional, pois somente desta forma será possível atingir os objetivos, transversais a qualquer organização – eficácia nos outputs, eficiência dos recursos e aumento de valor.

## Conceito
Processos de negócio são, portanto, atividades previamente estabelecidas cujo objectivo é determinar como o trabalho será realizado em uma organização. Em outros termos, constituem um conjunto de ações relacionadas entre si de forma lógica e coerente a fim de promover um output favorável à empresa (qualidade total e satisfação do cliente), tanto a nível interno como externo. Uma estrutura de processos de negócio mal concebida pode pôr em risco a eficiência e a eficácia da organização através dos produtos e serviços gerados e disponibilizados. Trata-se da relação coordenada que existe entre o trabalho, as informações e o conhecimento dentro dos processos.
Dada a similaridade das suas composições, "Função de Negócio" e "Processo de Negócio" são conceitos que frequentemente suscitam dúvidas entre as pessoas interessadas em formar um melhor entendimento a respeito dos elementos de uma Arquitetura de Negócios. Ambos são "coisas que a empresa faz", entretanto, os processos são transfuncionais (ou horizontais), já que perpassam diversas barreiras funcionais dentro da organização (ex.: adquirir bem, alienar bem, contratar funcionário), enquanto as funções, em conjunto descrevem a missão da empresa, são verticais (ex.: contabilidade, vendas, logística).
Para conquistar resultados esperados e alcançar o sucesso as empresas dispõem-se de quatro funções, que independente de sua estrutura podem aderir aos seus processos de negócios. As funções correspondem a: produção do produto/serviço, divulgação e venda do produto/serviço, o gerenciamento financeiro que aquela produção tem oferecido a empresa, além da administração da gestão pessoal da empresa. Dentre alguns processos de negócios, ora, eles estão ligados a funções específicas, como por exemplo, vendas e marketing que têm por uma de suas responsabilidades venderem e divulgar o produto ou o serviço, como também, o de gestão de pessoas uma de suas responsabilidades admissão ou demissão de funcionários para a produção e ora, estão ligados as áreas funcionais, em que, aparentemente um processo simples de separar um pedido, torna-se algo sequencialmente complexo e organizado, dependendo dos grupos funcionais da empresa. 
Para melhor compreender sobre os processos de negócios funcionais, eles podem ser divididos em área funcional e processo de negócios, destacados abaixo:
| Área Funcional           | Processos de Negócios |
| Manufatura e Produção    | Criar uma lista de matéria prima a ser utilizada na confecção do produto/serviço; Montagem do produto/serviço; E ainda verificar a qualidade dos mesmos.                                                                        |
| Vendas e Marketing       | Desenvolver público alvo, nicho de mercado; Desenvolver clientes; Demonstrar ao cliente a importância de adquirir o produto; Conscientização do cliente sobre o produto; e realizar a venda do produto convencendo o cliente.   |
| Finanças e Contabilidade | Análise de créditos; Contabilização de vendas; Gestão de contas bancárias; Gestão de pagamentos aos fornecedores e outros credores; Além de, gerar os relatórios financeiros.                                                   |
| Gestão de Pessoas        | Admissão e demissão de empregados; Gerir a inclusão de funcionários e criar planos de carreira e benefícios; E analisar o desempenho do quadro de funcionários analisando e investigando possíveis desacordos para resolvê-los. |

Por outro lado, todo o conjunto de informações deve caminhar rapidamente para as demais etapas do processamento do pedido, uma vez que, é necessário existir uma interação com os stakeholders, o que vai prosseguir com as etapas até chegar ao destino final, para que essa etapa ocorra a tecnologia da Informação chega para aprimorar os processos de negócios . 

## Implementação do Sistema de Informação
Um outro aspecto relevante e que pode representar uma mais-valia na implementação dos processos de negócio numa organização, tem a ver com a implementação de um sistema de informação bem estruturado. A existência de uma boa rede de informação entre todos os intervenientes nos processos de negócio da organização, é condição quando uma vez que permite a comunicação em tempo real, tornando possível uma adequada tomada de decisão, resultante do ajuste contínuo de procedimentos que irá repercutir-se em toda a dinâmica organizacional e, consequentemente na excelência dos seus resultados.
Deste modo, quando se fala em processos de negócio, a abrangência é enorme, pois o seu âmbito de atuação é transversal e atua em todas as áreas da organização, com elevado impacto na qualidade dos serviços e/ou produtos, na redução de custos e no desenvolvimento do próprio negócio. 
Daí que, o conceito de processo de negócio esteja indissociável a uma vertente de melhoria contínua, dinamização e garantia de desenvolvimento, numa perspectiva transversal e em coordenação com as restantes áreas organizacionais, de iniciativas e projetos, de desenvolvimento e suporte ao negócio, assim como de aumento de eficácia e de eficiência da organização, através de uma máxima e adequada otimização dos recursos disponíveis. Por outro lado, a existência de uma interface entre os processos de negócio e uma rede de sistemas de informação constituem fatores chave cruciais, quer para a generalidade dos negócios dos tempos de hoje, quer para a produção de indicadores e instrumentos de controle efetivo para uma constante monitorização das atividades da organização. Em resumo, processos de negócio estruturados na cooperação, integração e no alinhamento entre todas as áreas organizacionais constituem o segredo de sucesso de uma organização.
Assim, como a figura seguinte sugere, pode-se definir processos de negócio como um conjunto de atividades desenvolvidas a partir de um objetivo pré-definido que irá concretizar-se num resultado específico, em termos de produto ou serviço que se pretenda realizar.

## A Tecnologia da Informação aprimorando os processos de negócios
Diante os fatos mencionados, se os processos forem executados e planejados com excelência, inovação, e com estratégias diferenciadas como o uso dos sistemas de informação, conseqüentemente gerará para a empresa vantagem competitiva. Contudo, se não executada dentro de um contexto planejado, inovador e mediante a execução primitiva sem uso de novos métodos e gerenciamentos, impede-se a imediação das respostas ante as etapas dos processos. Dito isso, a tecnologia de informação passa a se tornar dentro das empresas a ponte eficaz na execução das etapas, no que tange a automatização de muitos processos desenvolvendo e tornando ágeis etapas que realizavam suas atividades manualmente por meio da implementação dos sistemas de informação. Assim, uma das áreas que a tecnologia da informação mais auxiliou dentre as quatro funções citadas a cima foram, na execução financeira e contábil, e no controle da gestão de pessoas.  Atualmente a tecnologia aprimora-se a cada dia, e desenvolve outras etapas, além de compartilhar para toda rede empresarial um fluxo de informações mais rapidamente, o que diminui ruídos na comunicação e permite a funcionalidade e execução simultânea das etapas, diminuindo os atrasos nas decisões tomadas. Além de diminuir os atrasos nas tomadas de decisões aumenta-se o nível da produtividade, e conseqüentemente proporciona as empresas conquistar os objetivos de maneira mais simplificada e tecnológica. 
Por fim, muitas tecnologias ainda precisam da mão de obra humana, e para isso são necessárias que as empresas e as pessoas se preparem para tais aprimoramentos, participando de cursos, e eventos de treinamentos para seus colaboradores, demonstrando a importância de estarem sempre atentos aos processos de negócios, visto que, entender os processos de negócios é saber como realmente operam e se desenvolvem os negócios.